# Seznam teologických časopisů
Toto je seznam teologických časopisů vydávaných v České republice.
- Acta společnosti Tomáše Akvinského – vydává Společnost Tomáše Akvinského
- Acta Universitatis Carolinae. Theologica – vydává Katolická teologická fakulta Univerzity Karlovy v Praze
- Caritas et veritas – vydává Teologická fakulta Jihočeské univerzity
- Communio: Mezinárodní katolická revue – vydává Sdružení Communio
- Communio viatorum – vydává Evangelická teologická fakulta Univerzity Karlovy (v angličtině a němčině)
- Getsemany – vydává SÍŤ s.r.o., ekumenické nakladatelství a vydavatelství
- Parrésia: Revue pro východní křesťanství – vydává nakladatelství Pavel Mervart
- Revue církevního práva – vydává Společnost pro církevní právo
- Salve: Revue pro teologii, duchovní život a kulturu – vydává Krystal OP
- Studia theologica – vydává Cyrilometodějská teologická fakulta Univerzity Palackého v Olomouci, Teologická fakulta Jihočeské Univerzity, Teologická fakulta Trnavské Univerzity a Katolická teologická fakulta Univerzity Karlovy
- Studie a texty Evangelické teologické fakulty – vydává Evangelická teologická fakulta Univerzity Karlovy
- Teologická reflexe – vydává Evangelická teologická fakulta Univerzity Karlovy
- Teologická revue – vydává Husitská teologická fakulta Univerzity Karlovy
- Teologické texty – do r. 2015 vydávala Královská kolegiální kapitula sv. Petra a Pavla na Vyšehradě
- Teologie a společnost – v letech 2003-2006 vydávalo Centrum pro studium demokracie a kultury
- Theologia vitae – vydává Sdružení evangelikálních teologů (SET)
- Theologica Olomucensia – vydává Cyrilometodějská teologická fakulta Univerzity Palackého v Olomouci (v angličtině, němčině a italštině)
- Theology and Philosophy of Education – vydává Česká křesťanská akademie, Pedagogická sekce (v angličtině)